# Bratoliubivka, Hornostaiivka
Bratoliubivka (în ucraineană Братолюбівка) este un sat în comuna Kosteantînivka din raionul Hornostaiivka, regiunea Herson, Ucraina.

## Demografie
Componența lingvistică a localității Bratoliubivka
     Ucraineană (96,48%)
     Rusă (2,64%)
     Alte limbi (0,88%)
Conform recensământului din 2001, majoritatea populației localității Bratoliubivka era vorbitoare de ucraineană (96,48%), existând în minoritate și vorbitori de rusă (2,64%).